# 通河路
通河路是中華人民共和國上海市宝山区一條南北走向道路，北起洛克公園。南至上海市寶山區高境鎮第四中學，全长6100米，宽24米，道路於1992年至1993年間修筑，路名來自於黑龙江省哈爾濱市通河縣。道路沿路有通河新村。